# Liste der Fornminnen in Junsele

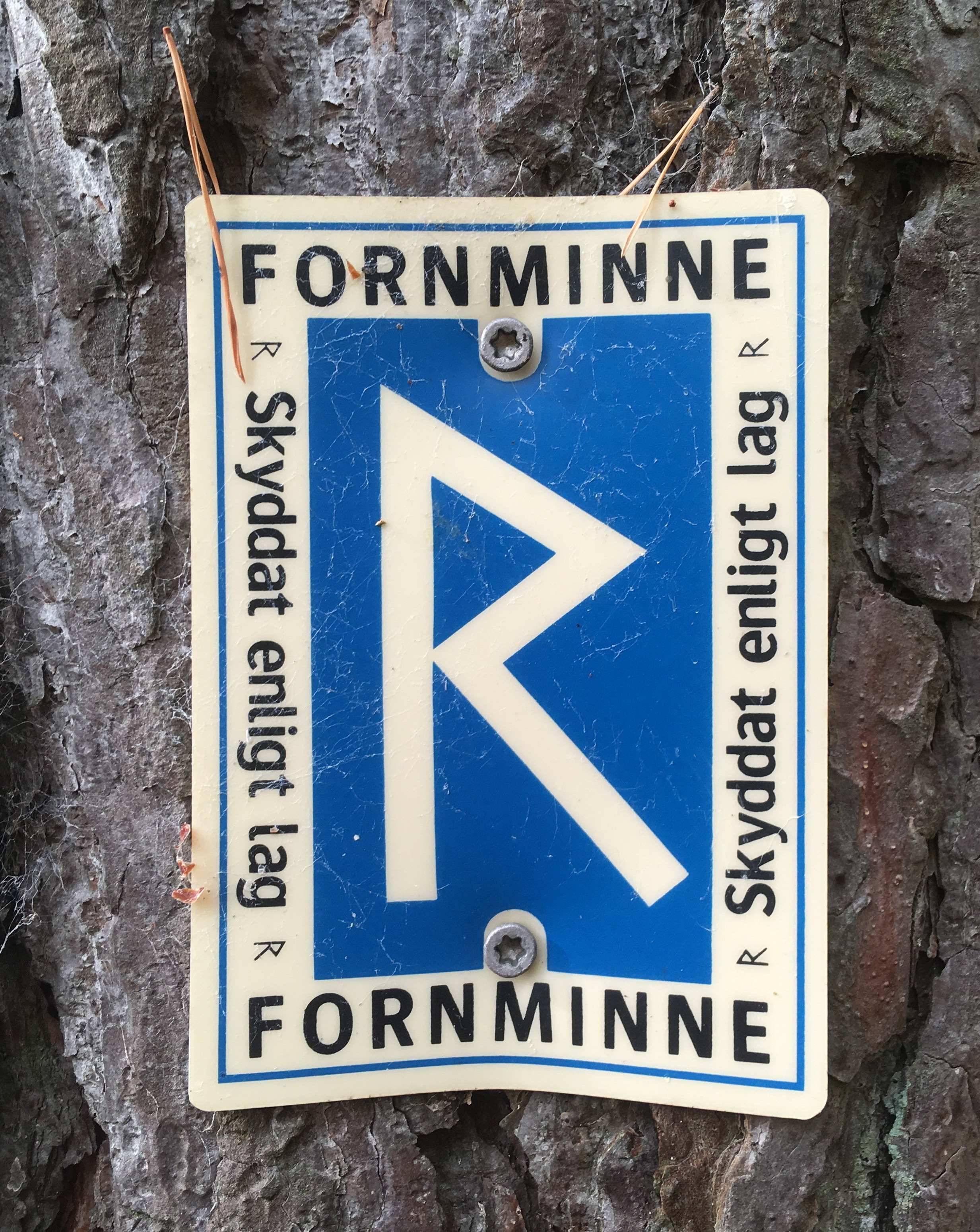
Zeichen für „Fornminnen“ in Schweden

Diese Liste der Fornminnen in Junsele zeigt die „Alten/antiken Denkmale“ (schwedisch fornminnen) im ehemaligen Socken Junsele in der heutigen Gemeinde Sollefteå der schwedischen Provinz Västernorrlands län, sie ist eine Teilliste der „Liste der Fornminnen in Västernorrland“. Die Aufteilung basiert auf der historischen Zuordnung der Gebiete in Socken (siehe auch) und der Einteilung des Zentralamts für Denkmalpflege Riksantikvarieämbetet (RAÄ). Es werden die Fornminnen aufgeführt, die auf dem Suchdienst „Fornsök“ registriert sind, welcher weitere Informationen zu den bekannten kulturhistorischen Überresten in Schweden enthält.

## Begriffserklärung
Fornminnen (schwedisch für alte/antike Denkmale oder archäologische Funde) sind in Schweden alte Objekte und archäologische Funde (Fornlämningar), welche die Überreste menschlicher Aktivitäten in der Vergangenheit bezeichnen, die durch frühere Nutzung entstanden sind und dauerhaft aufgegeben wurden. Dabei gilt für Fornminnen, die vor 1850 entstanden sind, dass sie automatisch durch das Gesetz geschützt sind. Aber auch jüngere Überreste können zu Bodendenkmalen erklärt werden, wenn sie sich an ihrem ursprünglichen Standort befinden und weitgehend erdgebunden sind. Als Fornminnen zählen u. a. Siedlungen und Siedlungsreste aus prähistorischer Zeit, Gräber und Grabstätten, Burgruinen, Ruinen von Klöstern, Kirchen und Schlössern, Steine und Felsen mit Inschriften und Bildern (z. B. Runensteine und Petroglyphen), insofern sie nicht schon als Einzeldenkmal unter Byggnadsminnen (schwedisch für Baudenkmale) oder kyrkliga Kulturminnen (schwedisch für kirchliches Kulturgut) ausgewiesen sind.

## Legende
| ID           | = | ID.Nr. des Denkmalregisters (Fornsök) im schwedische Amt für nationales Kulturerbe (Riksantikvarieämbetet (RAÄ)) |
| Lage         | = | Koordinatenangabe des Standorts                                                                                  |
| Bezeichnung  | = | Bezeichnung des Denkmalobjekts (auch RAÄ-Nr.)                                                                    |
| Beschreibung | = | Name (Denkmaltyp/Dokumentenverweis im Arkivsök) sowie eine kurze Beschreibung des Objekts                        |
| Bild         | = | Bild des Objekts sowie Verweis auf weitere Bilder                                                                |

## Liste Fornminnen Junsele
| ID             | Lage    | Bezeichnung (RAÄ-Nr.) | Beschreibung | Bild           |
| -------------- | ------- | --------------------- | --- | -------------- |
| 10247400610001 | (Karte) | Junsele 61:1          | Junsele 61:1 (Fallgruben-System / L1936:9970) Gruppe von mindestens 11 bisher entdeckten runden Fallgruben, welche sich auf etwa 600 m Länge und 30 m Breite in einem Band am Südostufer des See Lillälgsjön nach Osten erstrecken (etwa 2 km westlich der Ortschaft Vallen am Nordwestufer des Sees Betarsjön). Im Westen des Fallgruben-Anordnung am Seeufer befinden sich die Felsmalereien Junsele 174 (L1934:682) und Junsele 176 (L1934:706). | Weitere Bilder |
| 10247400960001 | (Karte) | Junsele 96:1          | Junsele 96:1 (Kapelle / L1935:742) etwa 23 x 17 m großes Areal als Standort einer ehemaligen Kirche (auch als schwedisch „Junsele gamla kyrka“ bezeichnet) in der heutigen Ortschaft Mo am Südufer des Ångermanälven etwa 2,5 km südöstlich Junsele, bestehend aus bis zu 0,4 m hohen Steinreihen, Vorhaus und Sakristei noch gut erkennbar. Auf dem Gelände werden heute noch Freiluft-Gottesdienste durchgeführt. | Weitere Bilder |
| 10247400960002 | (Karte) | Junsele 96:2          | Junsele 96:2 (Gedenkstein / L1936:6380) etwa 2 m hoher und 1 m breiter Granitsteinblock auf dem Gelände eines ehemaligen Friedhof (schwedisch „Junsele gamla kyrkogård“, siehe auch Junsele 96:2 L1935:740), trägt die Inschrift: „Till Junsele gamla kyrkas, 1763-1885, och hänsovna släkters minne. 1933“ | Weitere Bilder |
| 10247400960003 | (Karte) | Junsele 96:3          | Junsele 96:3 (Hausfundament / L1935:741) Fundamentsteinreihen (8 x 8 m und bis zu 0,2 m hoch) eines ehemaligen Glockenturms der früheren Kirche schwedisch „Junsele gamla kyrka“ (siehe auch Junsele 96:1 L1935:742). Südlich daneben wurde 1969 ein neuer Glockenturm errichtet, welcher auch heute noch genutzt wird. | Weitere Bilder |
| 10247400960004 | (Karte) | Junsele 96:4          | Junsele 96:4 (Friedhof / L1935:740) etwa 50 x 50 m großes Gebiet, heute von Holzzaun umgeben, als ehemaliger Friedhof (auch als schwedisch „Junsele gamla kyrkogård“ bezeichnet) der früheren Kirche schwedisch „Junsele gamla kyrka“. Fragmente der nördlichen Steinmauer sowie von Grabkreuzen und Grabsteinen sind erhalten geblieben. Auf dem Gelände befinden sich die Reste der Kirchenruine Junsele 96:1 (L1935:742), eine Gedenkstein Junsele 96:2 (L1936:6380) und die Grundmauern des ehemaligen Glockenturms Junsele 96:3 (L1935:741), sowie der 1969 neu errichtete Glockenturm. | Weitere Bilder |
| 12000000129612 | (Karte) | Junsele 174           | Junsele 174 (Felsmalerei / L1934:682) Felsmalerei am Südostufer des See Lillälgsjön, auf einer Fläche von 1,5 x 1,5 m auf der Südseite eines etwa 7 x 7 m großen und 5 m hohen fast kubischen Felsblocks, bestehend aus mindestens 1 Elchfigur und mehreren undeutlichen Figuren sowie einer unbestimmten Anzahl roter Farbflächen, teilweise überwachsen. Östlich davon befindet sich das Fallgruben-System Junsele 61:1 (L1936:9970) und südlich davon die Felsmalerei Junsele 176 (L1934:704)                                                                                             | Weitere Bilder |
| 12000000129615 | (Karte) | Junsele 176           | Junsele 176 (Felsmalerei / L1934:704) Felsmalerei am Südostufer des See Lillälgsjön, auf einer Fläche von 1,5 x 1,5 m auf der Südwestseite eines etwa 6 x 6 m großen und ca. 5 m hohen kubischen Felsblocks, bestehend aus einer unbestimmten Anzahl kleiner roter Farbflächen und -Flecken, teilweise überwachsen. Östlich davon befindet sich das Fallgruben-System Junsele 61:1 (L1936:9970) und nördlich davon die Felsmalerei Junsele 174 (L1934:682) | Weitere Bilder |